# MS Adventure of the Seas
Adventure of the Seas је крузер класе „Voyager” којом управља „Royal Caribbean International”.